# Термодинамічна робота
Ро́бота є однією з основних фізичних величин. В механіці елементарна робота визначається як
- {\displaystyle \delta A=({\overrightarrow {F}},{\overrightarrow {dr}})},

де
{\displaystyle {\overrightarrow {F}}} — сила, а {\displaystyle {\overrightarrow {dr}}} — елементарне (нескінченно мале) переміщення.
Елементарна робота термодинамічної системи над зовнішнім середовищем може бути обчислена так:
- {\displaystyle \delta A=({\overrightarrow {F}},{\overrightarrow {dr}})=P({\overrightarrow {dS}},{\overrightarrow {dr}})=PdV},

де {\displaystyle {\overrightarrow {dS}}} — нормаль елементарної (нескінченно малою) площі, {\displaystyle P} — тиск і {\displaystyle dV} — нескінченно мале збільшення об'єма.
Робота в процес {\displaystyle 1\rightarrow 2}, таким чином, виражається так:
- {\displaystyle A=\int \limits _{(1\rightarrow 2)}PdV}.

Величина роботи залежить від шляху, по якому термодинамічна система переходить зі стану {\displaystyle 1} в стан {\displaystyle 2}, і не є функцією стану системи. Такі величини називають функціями процесу.